# Sukomangli (Reban)
Sukomangli is een bestuurslaag in het regentschap Batang van de provincie Midden-Java, Indonesië. Sukomangli telt 1864 inwoners (volkstelling 2010).